# قوة اتزان
قوة الاتزان هي القوة التي تُحقق حالة اتزان للنظام، وتُساوي القوة المحصلة المؤثرة على النظام ولكن في اتجها معاكس، وقوة الاتزان هي قوة تجعل أي جسم مُتزن ولا يتحرك، وهي تنطبق عمليًا على أي جسم لا يتحرك في الكون، وتم استخدام هذا المصطلح لقوة الاتزان في منتصف القرن الثامن عشر للإشارة إلى اتزان نظام القوى.

## قوة الاتزان

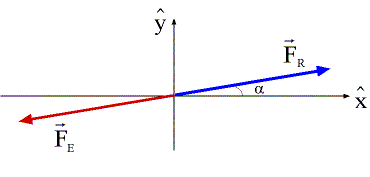
قوة الاتزان

قوة الاتزان هي قوة مساوية لمحصلة القوى ولكن مؤثرة في عكس اتجاه تأثير المحصلة، وبالتالي توازن القوى بعضها البعض ويُصبح النظام متزن.
وللقوى (F1، F2، ....) تكون قوة الاتزان (FE) في اتجاه معاكس لاتجاه محصلة القوى (FR).
ولذلك، :{\displaystyle \mathbf {F} _{1}+\mathbf {F} _{2}=\mathbf {F} _{R}=\mathbf {F} _{E}} (اتجاه معاكس).

## أمثلة على قوة الاتزان
لنعتبر أن لدينا المثال التالي:

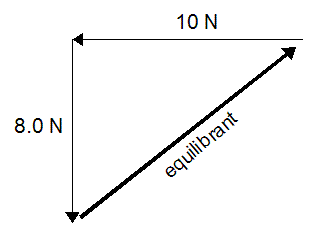
مثال قوة الاتزان

قوتين تؤثر على جسم ما باتجاهين متعامدين، القوة الأولى بمقدار 10 نيوتن والأخرى بمقدار 5 نيوتن، ولكي يتم حساب مُحصلة القوى المؤثرة نقوم باستخدام نظرية فيثاغورس
{\displaystyle c^{2}=a^{2}+b^{2}}

{\displaystyle c^{2}} = 10^2 + 8^2 

وبالتالي نحصل على أن C = 13 نيوتن
ولكي نحتسب زاوية تأثير القوة 8 نيوتن ونقطة الاتزان
tanΘ = {\displaystyle opp/adj} = {\displaystyle 10/8}
وبالتالي، Θ = 51°.
ونحصل في النهاية أن قوة الاتزان هي 13 نيوتن وتؤثر بزاوية 51° في عكس اتجاه دوران عقارب الساعة.